# Giovanni Acquaviva
Giovanni Acquaviva (Marciana Marina, 30 ottobre 1900 – Milano, 21 agosto 1971) è stato un pittore futurista italiano.

## Biografia
Giovanni Acquaviva nasce nel comune di Marciana Marina all'Isola d'Elba il 30 ottobre dell'anno 1900; è magistrato, poeta, ceramista  e scrittore. 
Aderisce nel 1919 al Futurismo ed inizia uno stretto sodalizio con Fortunato Bellonzi, per il quale ne illustra alcuni libri, usando immagini e tratti di certo provenienti da Giacomo Balla; nel 1938 promuove a Savona il gruppo Futurista Sant'Elia. 
La sua opera si distingue per una tipica sensibilità altrettanto incandescente e convulsa quanto ossessionata di chiarificazione e precisione, sia essa nelle immagini, sia essa nella lavorazione delle ceramiche, sia essa nelle poesie.
Insieme a Farfa è considerato uno dei maggiori rappresentanti del Futurismo savonese.
Tra le opere pittoriche più famose ricordiamo Le farfalle del 1966, un disegno di pastelli su carta, dai colori eterei e impalpabili.
Una grande retrospettiva gli viene dedicata nel 1987 dalla città di Savona dove visse per molti anni.
Acquaviva si dedicò anche alla lavorazione della ceramica, alla grafica e alle scenografie teatrali.

## Opere
Sue opere sono conservate al museo di Storia Patria di Savona,un suo quadro si trova nella collezione permanente di Palazzo Blu a Pisa di proprietà della fondazione Pisa ex fondazione Cassa di Risparmio di Pisa  e al MAGI '900 di Pieve di Cento (BO).
- L'essenza del futurismo suo poetico e di umanismo italiano fra le filosofie, con Filippo Tommaso Marinetti, Edizioni futuriste de Poesia, 1941;
- il Canzoniere futurista amoroso guerriero, a cura di Filippo Tommaso Marinetti, Farfa (Vittorio Osvaldo Tommasini), Giovanni Acquaviva e Aldo Giuntini,Istituto Grafico Brizio, Savona 1943;
- Colonne d'Ercole della modernità, Gastaldi, 1962.

## Mostre
Partecipa per tre volte alla Biennale di Venezia nel 1938, nel 1940 e con 14 opere nel 1942 , tre volte alla Quadriennale di Roma  e a numerose mostre in Italia ed all'estero tra cui si ricordano:
- Pubblicità e propaganda. Ceramica e Grafiche futuriste, Genova, Wolffsoniana, 2009-2010
- Albissola e il Futurismo, Museo Civico dell'Arte Contemporanea, Albissola Marina(SV)
- Futurismo. Nel suo centenario, la continuità, Palazzo Ducale, Cavallino (LE)
- Collezionare il futurismo, Palazzo Granafei-Nervegna, Brindisi

## Fonti
- Mario Verdone, Giovanni Acquaviva, Assessorato alla Cultura, 1987